# Arheološko nalazište u Jaretu
Arheološko nalazište u zaselku Jaretu, Vinalić, Grad Vrlika.

## Opis
Nalazište je kod Balečkog mosta. Područje oko mosta, uključujući i korito rijeke Cetine veliko je arheološko nalazište s nalazima iz prapovijesti i antike. Ističe se velika prapovijesna utvrda, t.zv. Balečka gradina iznad desne obale Cetine s južne strane mosta. Veći broj rimskih artefakata pronađen je oko mosta. U koritu Cetine našli su brončani mač iz prapovijesnog razdoblja.

## Zaštita
Pod oznakom P-4527 zavedeno je kao nepokretno kulturno dobro - pojedinačno, pravna statusa preventivno zaštićena kulturnog dobra, klasificirano kao "arheološka baština".